# Special Branch (Verenigd Koninkrijk)

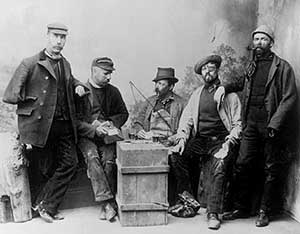
Geheim agenten van de Special Irish Branch in de havens (1911)

Special Branch is een benaming in het Verenigd Koninkrijk voor een politie-eenheid die zich richt op nationale veiligheid en inlichtingen. Het betreft met name het verkrijgen van inlichtingen van politiek gevoelige aard, evenals het doen van onderzoek naar staatsgevaarlijke activiteiten, zoals terrorisme en andere extremistische politieke uitingen.
De eerste Special Branch, destijds "Special Irish Branch" genoemd, was een eenheid van de Londense Metropolitan Police, opgericht in maart 1883 teneinde de Irish Republican Brotherhood te bestrijden. De naam werd gewijzigd naar 'Special Branch' toen de taken van de eenheid meer dan alleen contraspionage tegen Ierse republikeinen begonnen te behelzen.
Al snel werden door elk politiekorps in het Verenigd Koninkrijk eigen Special Branches opgericht, al bleef de grootste die van Londen, totdat deze in 2006 werd samengevoegd met de Metropolitan Police Anti-Terrorist Branch (SO13) om het Counter Terrorism Command (SO15) te vormen. Special Branch heeft nauwe banden met de veiligheidsdienst MI5. Het inlichtingenwerk van Special Branch werd nog weleens over het hoofd gezien, vanwege haar positie tussen MI5 en SO13. Special Branch-officieren waren meestal degenen die ingezet werden om arrestatie van verdachten van spionage te verrichten, omdat MI5-mensen daartoe niet gerechtigd waren. Een voorbeeld daarvan was het oprollen van de Portland Spy Ring.
Special Branch draagt ook de verantwoordelijkheid voor de persoonlijke beveiliging van niet-koninklijke VIP's en de controle in havens en op vliegvelden, zoals verordend in de Terrorism Act 2000.
Bijna alle politiekorpsen hebben heden ten dage nog een Special Branch, maar kleinere korpsen werken tegenwoordig samen in bovenregionale antiterrorisme-eenheden en antimisdaad-eenheden.
In een aantal andere landen van het Gemenebest, evenals in Ierland en Thailand, zijn vergelijkbare Special Branches opgericht.